# Білі Береги
Бі́лі Береги́ (рос. Белые Берега) — селище міського типу, підпорядковане Фокінському району міста Брянськ Брянської області, Росія.
Населення селища становить 9 910 осіб (2008; 10 637 в 2002).

## Географія
Селище розташоване на річці Снєжеть, гребля на якій утворює Білобережське водосховище — найбільшу водойму області. З усіх боків обмежене славетним Брянським лісом.

## Історія
Датою заснування селище прийнято вважати 1868 рік, коли була відкрита залізнична станція Білі Берега на лінії Брянськ—Орел. Але ще в початку XVIII ст. за 6 км від сучасного поселення був заснований чоловічий монастир Білобережська пустинь, від назви якого вся навколишня місцевість почала називатись Білими Берегами. Активно розвиватись селище почало в 1920-их роках у зв'язку зі спорудженням Брянської ДРЕС. Статус селища міського типу Білі Береги отримали 20 листопада 1932 року.

## Економіка
В селищі працюють Брянська ДРЕС, паперова фабрика, фабрика гофрованого картону, філіал Карачевського заводу «Електродеталь», меблева фабрика.

## Відомі люди
- Бунда Юхим —  сотник Армії УНР, діяч "Просвіти".

## Видатні місця
- Монастир Білобережська пустинь
- меморіальний комплекс «Партизанська поляна»
- Санаторно-оздоровча зона
- Стадіон «Спартак»